# Samsung Galaxy Z Fold 4
O Samsung Galaxy Z Fold 4 (estilizado como Samsung Galaxy Z Fold4) é um smartphone dobrável que faz parte da série Samsung Galaxy Z. Foi anunciado na edição de agosto de 2022 do evento Galaxy Unpacked, juntamente com o Galaxy Z Flip 4. O lançamento oficial do aparelho ocorreu em 25 de agosto de 2022, sendo o sucessor do Galaxy Z Fold 3.

## Galeria

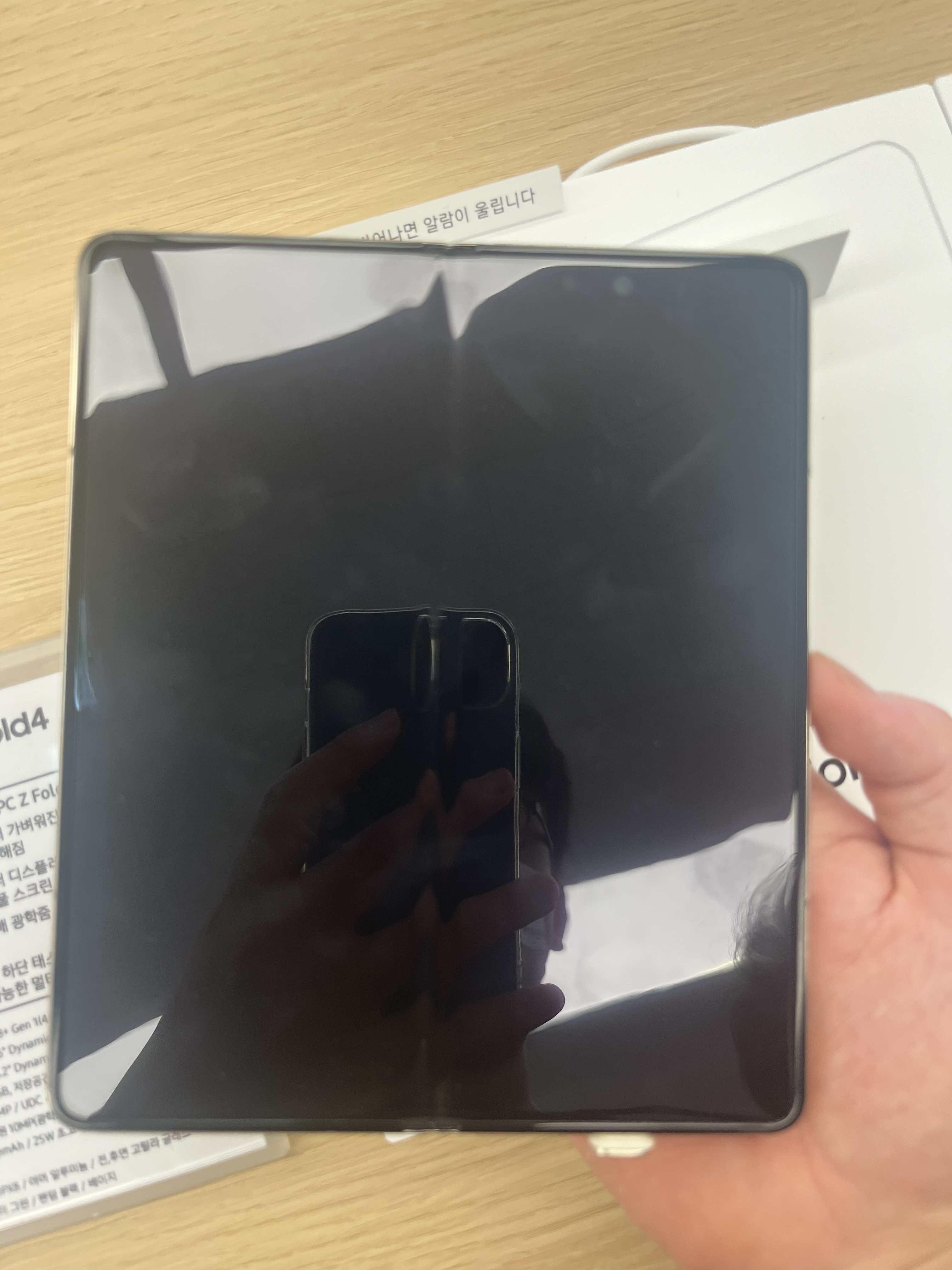
Frontal do Samsung Galaxy Z Fold 4